# 마데아: 증인보호프로그램
《마데아: 증인보호프로그램》(영어: Madea's Witness Protection)은 2012년 공개된 미국의 코미디 영화이다.
2012년 1월 중후반부터 3월까지 애틀랜타에서 촬영되었으며, 2012년 6월 29일 라이언스게이트를 통해 개봉되었다. 흥행 수익 총액은 약 6,700만 달러에 달한다.

## 줄거리
잘나가는 CFO 조지 니들먼은 가족과 함께 평범한 삶을 살고 있었지만 그가 다니는 회사가 거대한 폰지 사기 조직의 자금 세탁 창구였다는 사실이 드러나면서 연방 수사국(FBI)의 증인 보호 프로그램에 들어가게 된다. FBI가 범죄 조직의 눈을 피하기 위해 조지와 그의 가족을 머디아(마데아)의 집으로 이주시키면서 머디아는 껄끄러운 손님들을 맞이하게 된다.
머디아와 니들먼 가족은 시간이 지나면서 서로에게 적응하고, 머디아는 가족 문제 해결에도 도움을 준다. 한편 조지는 교회 목사의 아들인 제이크를 만나는데, 제이크는 교회 기금을 조지의 회사에 투자했다가 전부 잃어버린 상황이었다. 우여곡절 끝에 조지는 과거 회사 기록에서 숨겨진 자금의 경로를 발견하고, 머디아와 제이크와 함께 뉴욕으로 향해 자금을 회수하려는 계획을 세운다. 이 과정에서 머디아는 “프레셔스 잭슨”이라는 가짜 신분으로 변장하고, 조지와 제이크는 조심스럽게 움직인다.
조지의 계획은 성공적으로 끝나고, 조지는 회수된 자금을 피해를 입은 자선 단체들에게 돌려준다. 조지의 협조 덕분에 FBI는 조지를 비롯한 회사 관계자들의 혐의를 벗겨주고 폰지 사기 조직을 잡아들일 수 있게 된다. 조지의 가족은 이 사건을 통해 더욱 돈독해지고, 머디아의 집에서의 경험은 그들에게 잊지 못할 추억이 된다. 조지와 제이크는 교회 기금 문제를 해결하고, 머디아는 뜻밖의 소득을 얻은 것을 즐거워한다.

## 출연진
- 타일러 페리 - 메이블 “머디아” 시먼스 / 브라이언 시먼스 / 조 시먼스 역
- 유진 레비 - 조지 니들먼 역
- 데니즈 리처즈 - 케이트 니들먼 역
- 도리스 로버츠 - 바버라 니들먼 역
- 로미오 밀러 - 제이크 넬슨 역
- 톰 아널드 - 월터 번스 역
- 존 에이모스 - 넬슨 목사 역
- 말라 기브스 - 해티 역
- 대니엘 캠벨 - 신디 니들먼 역
- 제프 조슬린 - 루커스 역
- 프랭크 브레넌 - 잭 골든버그 역
- 찰리 신 - 본인 역 (크레디트 미기재)

## 기타 제작진
- 배역: 킴 테일러콜먼
- 미술: 엘로이즈 C 스태머존
- 의상: 캐럴 오디츠